# Santi Martiri dell'Uganda a Poggio Ameno (titre cardinalice)
Le titre cardinalice de Santi Martiri dell'Uganda a Poggio Ameno (Saints Martyrs d'Ouganda à Poggio Ameno) est érigé par le pape Jean-Paul II le 28 juin 1988 et rattaché à l'église romaine Santi Martiri dell'Uganda située dans la quartiere de Ardeatino au Sud de Rome.

## Titulaires
- Christian Tumi (1988-2021)
- Peter Ebere Okpaleke (depuis 2022)